# Prima Lega 1952-1953 (calcio)
La Prima Lega 1952-1953, campionato svizzero di terza serie, si concluse con la vittoria del Thun.

## Regolamento
Scopo del torneo è quello di ottenere due promozioni e quattro retrocessioni.
Torneo svolto in due fasi: la prima fase vede le 36 squadre partecipanti suddivise, con criterio regionale, in tre gironi composti da 12 squadre ciascuno, in cui le prime classificate di ogni girone, si affrontano nella fase finale, in un mini-torneo a tre, per stabilire le due squadre promosse in Lega Nazionale B. Le ultime tre squadre di ciascun girone vengono retrocesse direttamente in Seconda Lega. Per stabilire la quarta retrocessione si ricorre (fase finale) ad un mini-torneo a tre, in cui partecipano le squadre penultime classificate di ogni girone. La prima fase vede le squadre impegnate in gare di andata e ritorno, mentre la fase finale prevede incontri in gare unica.

## Girone ovest

### Classifica finale
|  | Pos. | Squadra               | Pt | G  | V  | N | P  | GF | GS | DR  |
|  | ---- | --------------------- | -- | -- | -- | - | -- | -- | -- | --- |
|  | 1.   | Yverdon               | 29 | 22 | 12 | 5 | 5  | 45 | 22 | +23 |
|  | 2.   | Martigny              | 27 | 22 | 12 | 3 | 7  | 45 | 30 | +15 |
|  | 3.   | Sion                  | 27 | 22 | 13 | 1 | 8  | 54 | 40 | +14 |
|  | 4.   | Bienne-Boujean        | 24 | 22 | 10 | 4 | 8  | 44 | 39 | +5  |
|  | 5.   | Forward Morges        | 24 | 22 | 10 | 4 | 8  | 35 | 31 | +4  |
|  | 6.   | Sierre                | 23 | 22 | 8  | 7 | 7  | 33 | 35 | -2  |
|  | 7.   | Vevey                 | 22 | 22 | 8  | 6 | 8  | 37 | 25 | +12 |
|  | 8.   | La Tour-de-Peilz      | 18 | 22 | 7  | 4 | 11 | 45 | 54 | -9  |
|  | 9.   | Central Friburgo      | 18 | 22 | 5  | 8 | 9  | 39 | 55 | -16 |
|  | 10.  | Montreux-Sports       | 18 | 22 | 7  | 4 | 11 | 34 | 53 | -19 |
|  | 11.  | US Lausanne           | 17 | 22 | 6  | 5 | 11 | 36 | 53 | -17 |
|  | 12.  | International Ginevra | 17 | 22 | 6  | 5 | 11 | 37 | 47 | -10 |

Legenda:

      Ammessa alla fase finale per la promozione in Lega Nazionale B 1953-1954.

      Ammessa alla fase finale per la retrocessione in Seconda Lega 1953-1954.

      Retrocessa in Seconda Lega 1953-1954.

Note:
Due punti a vittoria, uno a pareggio, zero a sconfitta.

## Spareggio per l'ultima posizione
| giugno 1953 | US Lausanne | 1 - 0 | International Ginevra | Losanna |
| giugno 1953 |             |       |                       | Losanna |

| giugno 1953 | International Ginevra | 2 - 4 | US Lausanne | Ginevra |
| giugno 1953 |                       |       |             | Ginevra |

## Girone centrale

### Classifica finale
|  | Pos. | Squadra           | Pt | G  | V  | N | P  | GF | GS | DR  |
|  | ---- | ----------------- | -- | -- | -- | - | -- | -- | -- | --- |
|  | 1.   | Thun              | 41 | 22 | 20 | 1 | 1  | 74 | 30 | +44 |
|  | 2.   | Nordstern         | 31 | 22 | 14 | 3 | 5  | 42 | 28 | +14 |
|  | 3.   | Concordia Basilea | 28 | 22 | 13 | 2 | 7  | 70 | 26 | +44 |
|  | 4.   | Lengnau           | 27 | 22 | 12 | 3 | 7  | 47 | 27 | +20 |
|  | 5.   | Helvetia Berna    | 19 | 22 | 7  | 5 | 10 | 28 | 42 | -14 |
|  | 6.   | St. Imier         | 19 | 22 | 8  | 3 | 11 | 33 | 52 | -19 |
|  | 7.   | Porrentruy        | 18 | 22 | 7  | 4 | 11 | 33 | 40 | -7  |
|  | 8.   | Burgdorf          | 17 | 22 | 5  | 7 | 10 | 38 | 54 | -16 |
|  | 9.   | Derendingen       | 17 | 22 | 7  | 3 | 12 | 31 | 49 | -18 |
|  | 10.  | Kleinhüningen     | 17 | 22 | 7  | 3 | 12 | 43 | 61 | -18 |
|  | 11.  | Moutier           | 16 | 22 | 7  | 2 | 13 | 36 | 42 | -6  |
|  | 12.  | Old Boys Basilea  | 14 | 22 | 5  | 4 | 13 | 26 | 50 | -24 |

Legenda:

      Ammessa alla fase finale per la promozione in Lega Nazionale B 1953-1954.

      Ammessa alla fase finale per la retrocessione in Seconda Lega 1953-1954.

      Retrocessa in Seconda Lega 1953-1954.

Note:
Due punti a vittoria, uno a pareggio, zero a sconfitta.

## Girone est

### Classifica finale
|  | Pos. | Squadra           | Pt | G  | V  | N  | P  | GF | GS | DR  |
|  | ---- | ----------------- | -- | -- | -- | -- | -- | -- | -- | --- |
|  | 1.   | Brühl             | 33 | 22 | 13 | 7  | 2  | 46 | 18 | +28 |
|  | 2.   | Blue Stars Zurigo | 31 | 22 | 13 | 5  | 4  | 55 | 29 | +26 |
|  | 3.   | Pro Daro          | 27 | 22 | 11 | 5  | 6  | 39 | 38 | +1  |
|  | 4.   | Mendrisio         | 24 | 22 | 11 | 2  | 9  | 42 | 46 | -4  |
|  | 5.   | Schöftland        | 23 | 22 | 9  | 5  | 8  | 61 | 51 | +10 |
|  | 6.   | Olten             | 23 | 22 | 10 | 3  | 9  | 39 | 33 | -6  |
|  | 7.   | Red Star          | 22 | 22 | 9  | 4  | 9  | 32 | 27 | +5  |
|  | 8.   | Baden             | 22 | 22 | 6  | 10 | 6  | 41 | 39 | +2  |
|  | 9.   | Arbon             | 21 | 22 | 9  | 3  | 10 | 45 | 48 | -3  |
|  | 10.  | Küsnacht          | 18 | 22 | 9  | 3  | 10 | 30 | 43 | -13 |
|  | 11.  | Wetzikon          | 11 | 22 | 4  | 3  | 15 | 27 | 42 | -15 |
|  | 12.  | Ceresio           | 6  | 22 | 1  | 4  | 17 | 20 | 63 | -43 |

Legenda:

      Ammessa alla fase finale per la promozione in Lega Nazionale B 1953-1954.

      Ammessa alla fase finale per la retrocessione in Seconda Lega 1953-1954.

      Retrocessa in Seconda Lega 1953-1954.

Note:
Due punti a vittoria, uno a pareggio, zero a sconfitta.

## Finali per la promozione in LNB
| giugno 1953 | Yverdon | 0 - 2 | Thun | Yverdon-les-Bains |
| giugno 1953 |         |       |      | Yverdon-les-Bains |

| giugno 1953 | Brühl | 0 - 2 | Yverdon | San Gallo |
| giugno 1953 |       |       |         | San Gallo |

| giugno 1953 | Thun | 5 - 1 | Brühl | Thun |
| giugno 1953 |      |       |       | Thun |

## Finali per la retrocessione in Seconda Lega
| giugno 1953 | Wetzikon | 1 - 1 | Moutier | Wetzikon |
| giugno 1953 |          |       |         | Wetzikon |

| luglio 1953 | Moutier | 3 - 1 | US Lausanne | Moutier |
| luglio 1953 |         |       |             | Moutier |

| luglio 1953 | US Lausanne | 3 - 2 | Wetzikon | Losanna |
| luglio 1953 |             |       |          | Losanna |

## Verdetti Finali
- FC Thun vincitore del torneo.
- FC Thun e Yverdon-Sport promosse in Lega Nazionale B
- FC Wetzikon, SV Ceresio, BSC Old Boys di Basilea e CS International di Ginevra retrocesse in Seconda Lega.